# Lynnville (Iowa)
Pour les articles homonymes, voir Lynnville.
Lynnville est une ville du  comté de Jasper, en Iowa, aux États-Unis. Elle est fondée en 1856 et incorporée en 1875.